# Campeonato Asiático de Atletismo de 2013 - Salto em distância feminino
A prova do salto em distância feminino do Campeonato Asiático de Atletismo de 2013 foi disputada no dia 3 de julho de 2013 no Shree Shiv Chhatrapati Sports Complex em Pune, na Índia. 

## Recordes
Antes desta competição, os recordes mundiais e do campeonato nesta prova eram os seguintes:
|                       | Nome               | Nacionalidade   | Distância | Local     | Data                |
| --------------------- | ------------------ | --------------- | --------- | --------- | ------------------- |
| Recorde mundial       | Galina Chistyakova | União Soviética | 7m 52cm   | Leningrad | 11 de junho de 1988 |
| Recorde do campeonato | Guan Yingnan       | China           | 6m 83cm   | Fukuoka   | 1998                |
| Recorde asiático      | Yao Weili          | China           | 7m 01cm   | Jinan     | 4 de junho de 1993  |

## Medalhistas
| Ouro                 | Prata                      | Bronze               |
| Sachiko Masumi (JPN) | Anastasiya Juravleva (UZB) | Mayookha Johny (IND) |

## Cronograma
Todos os horários são locais (UTC+5:30).
| Data       | Hora  | Evento |
| ---------- | ----- | ------ |
| 3 de julho | 18:00 | Final  |

## Final
A final da prova ocorreu dia 3 de julho às 18:00.
| Posição           | Atleta               | Nacionalidade | #1   | #2   | #3    | #4   | #5   | #6   | Resultados | Notas |
| ----------------- | -------------------- | ------------- | ---- | ---- | ----- | ---- | ---- | ---- | ---------- | ----- |
| Medalha de ouro   | Sachiko Masumi       | Japão         | 6.21 | 6.37 | 6.39  | 6.55 | 6.41 | 6.29 | 6.55       |       |
| Medalha de prata  | Anastasiya Juravleva | Uzbequistão   | 6.09 | 6.26 | 6.36  | 6.26 | 6.03 | 6.25 | 6.36       |       |
| Medalha de bronze | Mayookha Johny       | Índia         | x    | 6.06 | 6.18  | 6.30 | 6.09 | 6.18 | 6.30       |       |
| 4                 | Saeko Okayama        | Japão         | 6.21 | 5.99 | x     | 6.06 | x    | 6.27 | 6.27       |       |
| 5                 | Darya Reznichenko    | Uzbequistão   | 6.06 | 6.18 | x     | 6.24 | 5.88 | 5.86 | 6.24       |       |
| 6                 | M. A. Prajusha       | Índia         | 5.82 | 6.00 | x     | x    | 6.12 | x    | 6.12       |       |
| 7                 | Jung Soon-Ok         | Coreia do Sul | x    | x    | 6.02w | x    | x    | 5.94 | 6.02w      |       |
| 8                 | Wang Wupin           | China         | x    | 5.93 | x     | x    | 6.01 | 5.95 | 6.01       |       |
| 9                 | Katherine Santos     | Filipinas     | 5.75 | 5.91 | 5.75  |      |      |      | 5.91       |       |
| 10                | Neena V.             | Índia         | 5.71 | 5.44 | 5.75  |      |      |      | 5.75       |       |
| 11                | Anastassiya Kudinova | Cazaquistão   | 5.60 | 5.56 | 5.67  |      |      |      | 5.67       |       |

Legenda
| Recorde mundial       | Recorde mundial (World record)               |                       | Recorde africano                      | Recorde africano (African) |                                           | Q | Classificado por posição (Qualified) |
| Recorde do campeonato | Recorde do campeonato (Championship record)  | Recorde da América    | Recorde da América (Americas)         | q                          | Classificado por melhor tempo (Qualified) |   |                                      |
| Melhor marca do ano   | Melhor marca do ano (World leading)          | Recorde asiático      | Recorde asiático (Asian)              | DNS                        | Não largou (Did not start)                |   |                                      |
| Recorde nacional      | Recorde nacional (National record)           | Recorde europeu       | Recorde europeu (European)            | DNF                        | Não terminou (Did not finish)             |   |                                      |
| Recorde pessoal       | Recorde pessoal do atleta (Personal best)    | Recorde da Oceania    | Recorde da Oceania (Oceania)          | DSQ / DQ                   | Desclassificado (Disqualified)            |   |                                      |
| Recorde da temporada  | Recorde da temporada do atleta (Season best) | Recorde sul-americano | Recorde sul-americano (South America) | NM                         | Sem marca (No mark)                       |   |                                      |